# FK Proleter Novi Sad
El Fudbalski klub Proleter Novi Sad (en serbio cirílico: Фудбалски клуб Пролетер Нови Сад) es un club de fútbol serbio de la ciudad de Novi Sad. El club fue fundado en 1951 y disputa sus partidos como local en el Stadion Slana Bara. Actualmente juegan en la Primera Liga Serbia.

## Palmarés
- Liga Srpska de Vojvodina (1): 2009